# Lyman (Nuevo Hampshire)
Lyman es un pueblo ubicado en el condado de Grafton en el estado estadounidense de Nuevo Hampshire. En el Censo de 2010, tenía una población de 533 habitantes, y una densidad poblacional de 7,15 personas por kilómetro cuadrado.

## Geografía
Lyman se encuentra ubicado en las coordenadas 44°15′32″N 71°55′53″O / 44.25889, -71.93139. Según la Oficina del Censo de los Estados Unidos, Lyman tiene una superficie total de 74.59 km², de la cual 73.82 km² corresponden a tierra firme y (1.03 %) 0.77 km² es agua.

## Demografía
Según el censo de 2010, había 533 personas residiendo en Lyman. La densidad de población era de 7,15 hab./km². De los 533 habitantes, Lyman estaba compuesto por el 98.5 % de blancos, el 0 % de negros, el 0 % de amerindios, el 0 % de asiáticos, el 0 % de isleños del Pacífico, el 0.19 % de otras razas, y el 1.31 % de dos o más razas. Del total de la población, el 0.75 % eran hispanos o latinos de cualquier raza.